# Mentální model
Mentální model  v kognitivní psychologii, neurovědě a kognitivní vědě je hypotetický vnitřní kognitivní symbol, jako reprezentace vnější reality světa. Jedná se o veškeré naše představy, které se týkají konkrétního problému. Je to reprezentace okolního světa, vztahů mezi jeho různými částmi a intuitivní představa o následcích našich činů. To vše dohromady spoluurčuje naše chování.

## Obecná charakteristika
Podle teorie mentálního modelu veškeré vnímané podněty a pozorování ukládáme do paměti ve formě modelu, který je vytvářen na základě smyslových informací a je kombinován s dosud uloženými informacemi. 

Prof. Jay W. Forrester definoval mentální model jako:
"Obraz světa okolo nás, který nosíme v hlavě je pouhým modelem. Nikdo nemá v hlavě obraz celého světa, vlády či země. Má pouze vybrané pojmy a vztahy mezi nimi a ty používá k reprezentaci reálného systému." 

## Charakteristické vlastnosti
Mentální model je zpravidla:
- založen na obtížně posouditelných, zpochybnitelných, nejasných, nebo neúplných skutečnostech
- flexibilní – je značně proměnlivý jak v pozitivním, tak i negativním slova smyslu
- působí jako informační filtr – způsobuje tak selektivní vnímání, neboli vnímání jen námi vybraných částí informace
- ve srovnání se složitostmi okolního světa je značně omezený a i ve chvíli, kdy model bude rozsáhlý a v jistém souladu s realitou, při odvozování logických důsledků z něj jsme značně omezeni. Musíme vzít v potaz např. omezení krátkodobé paměti – tzn. všeobecně známé pravidlo o maximálním počtu prvků, které jsme najednou schopni si zapamatovat, gestaltismus, nebo nedodržování zásad z logiky, apod.
- zdrojem takových informací, které nikde jinde nenajdeme tzv. tacitní znalost – jsou kdykoliv k dispozici a lze jich využívat, když jiné cesty nejsou možné, s čímž souvisí skutečnost, že není vždy úplně jasně srozumitelný pro ostatní a v procesu interpretace může být vykládán různými způsoby[3][1][4]

| Příklad: Často uváděným příkladem mezi vztahem formální logiky a obvyklého uvažování je Wasonův experiment: Pokusné osobě se předloží soubor čtyř karet, které jsou z jedné strany potištěny písmem a z druhé strany číslicí. Mejme např. karty D – F – 3 – 7. Které karty je nutné otočit, abychom dokázali platnost tvrzení: "Je-li na kartě D, pak z druhé strany je 3"? Takto zadanou úlohu řeší správně jen 1/4 dotazovaných. Celý problém však můžeme převést na problém z běžné praxe, kde se jeho řešení jeví podstatně snadnější. Představme si, že jsme majiteli hospody, kteří dodržují zákon o nenalévání alkoholu mladistvým. U stolu pak sedí 4 lidé. Jeden pije limonádu, druhý pije pivo, třetímu je 50 a čtvrtému 16. Koho musíme prověřit? Na tuto otázku odpoví správně 3/4 dotazovaných, přičemž jde o naprosto obdobný případ jako s kartami. |

## Vyjádření mentálních modelů
K vyjádření se používají 3 prostředky:
- šestiúhelníky

pomocí nich vyjadřujeme základní závislosti, které platí v populaci. Prvky které spolu souvisí se dotýkají hranami.
- příčinné smyčkové diagramy

prostředek, který umožňuje zobrazení tendence a směru informačního spoje a z toho vyplývající příčinnost
- diagram toků

prostředek nejdokonalejšího vyjádření poměrů v dynamickém systému

## Mentální model ve vztahu k...

### ..systémovému myšlení a systémové dynamice
Zjednodušení reality, která si vytváříme proto, abychom byli v realitě schopni nalézt smysl, se snaží překonat systémové myšlení a systémová dynamika.

Tyto dvě disciplíny nám pomáhají konstruovat s realitou lépe sladěné mentální modely a simulovat je přesněji. Zvyšuje se tak pravděpodobnost, že důsledky toho jak se budeme rozhodovat a jednat bude v souladu s tím, jak jsme zamýšleli.
- systémová dynamika – rozšiřuje naše mentální modely díky vytváření explicitních modelů , které jsou srozumitelné, snadněji komunikovatelné a je možné je navzájem porovnávat.
- systémové myšlení – hledá prostředky, kterými mentální modely vylepšit a tím zvýšit kvalitu dynamických rozhodnutí, která jsou na mentálních modelech založená

## Učení se v jednoduché a dvojité smyčce
Po analyzování základních vlastností, je nutné si přiblížit proces změny mentálních modelů, neboli proces učení se. Učení se je zpětnovazebný proces a lze znázornit jako:

### učení se v jednoduché smyčce
(angl. single-loop learning)
Naše mentální modely ovlivňují to, jakým způsobem pracujeme s informacemi a určují tak výsledná rozhodnutí. Rozhodnutí jako taková se mění, ale mentální modely zůstávají stále stejné.
Tento způsob učení převládá, jelikož je velmi výhodný. Jednou vytvořený mentální model se zafixuje, takže další rozhodování je velice rychlé.
| Příklad: Jako příklad lze uvést řízení teploty termostatem. "Mentálním modelem" termostatu bude jeho struktura a nastavený cíl (20 °C), informační zpětnou vazbu pak tvoří údaje z teploměru. Rozhodnutím je v tomto případě signál pro tepelnou jednotku. Samotná rozhodnutí se mění, struktura systému zůstává nezměněna. |

### učení se ve dvojité smyčce
(angl. double-loop learning)
Využíváme ve chvíli, kdy je třeba změnit mentální model, od kterého se odvíjí naše rozhodnutí. Na rozdíl od jednoduché smyčky se v tomto modelu snažíme o posun v chápání od statického k dynamickému, širšímu, takovému, co bere v úvahu změny v okolí a nutnost projevu změn v mentálních modelech.

Proces učení se
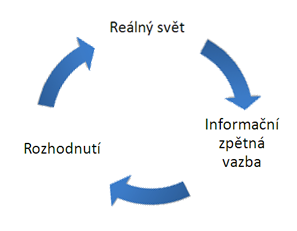
jako zpětnovazebný proces
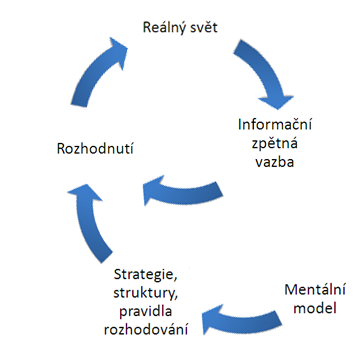
v jednoduché smyčce
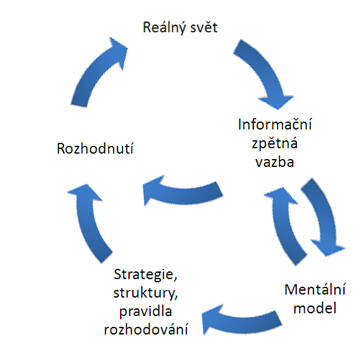
ve dvojité smyčce

## Historie
Termín "mentální model" se poprvé objevil v roce 1943 v knize Kennetha Craika (1914 – 1945) "The Nature of Explanation". Craik by jistě ve svých tezích pokračoval, ale v roce 1945 měl vážnou nehodu na kole a předčasně tak ve svých 31 letech zemřel.
Nutno zmínit i neméně slavného prof. Jay Wright Forrestera, jež byl zakladatelem systémové dynamiky a je autorem mnoha článků týkající se této problematiky ze 40. až 80. let 20. století.
Více teoretizovat o mentálních modelech se začalo krátce po zrození "kognitivních věd" v 80. letech.
V roce 1983 se objevily hned dvě knihy se stejným názvem "Mentální modely", ovšem obě pojem "mentální model" používaly trochu odlišně.
Philip Johnson-Laird, profesor na Princetonské Univerzitě na katedře psychologie viděl mentální modely jako způsob, jak popsat proces, který člověku umožní vyřešit jeho problém. Jeho teorie zahrnovala použití různých sad diagramů, které sloužily k popisu různých kombinací a možných závěrů. (Johnson-Laird, 1983).
Dedre Gentner a Albert Steves viděli smysl mentálních modelů v tom, že poskytují lidem informace o tom, jak psychické systémy pracují. Tento přístup, by mohl být zobecněn na nespočet situací, které člověka utváří, včetně chování objektů podle zákonů fyziky. (Gentner a Stevens, 1983)
Od té doby proběhlo nespočet diskuzí na téma mentální modely a jejich použitelnosti ve vztahu člověk vs. počítač, užitečnost pro lidi, kterou se zabýval Donald Norman a Steve Krug v knize "Nenuťte uživatele přemýšlet" (v orig. "Don't Make Me Think").

## Jazyk pro vyjádření systémového myšlení
Pro popis struktury se využívá obecně srozumitelné univerzální grafické symboly, díky nimž lze popsat strukturu vytvářející chování jakéhokoliv systému v čase. Jsou-li jednotlivé prvky správně definovány, je možné na počítači v příslušném software model simulovat a interpretovat výsledky (např. formou grafů).

#### Software
- Powersim Studio
- iThink/Stella
- Vensim
- Consideo Modeler
- Simgua Archivováno 5. 12. 2008 na Wayback Machine.

#### Osobnosti
- Dedre Genter
- Philip Johnson-Laird
- Norbert M. Seel